# Forcipomyia bifurcifera
Forcipomyia bifurcifera är en tvåvingeart som beskrevs av Tokunaga 1959. Forcipomyia bifurcifera ingår i släktet Forcipomyia och familjen svidknott. Inga underarter finns listade i Catalogue of Life.